# Cassa ecclesiastica
La cassa ecclesiastica fu un ente al quale furono attribuiti i beni confiscati, da parte del Regno di Sardegna, appartenenti ad enti ecclesiastici soppressi e i contributi coattivi degli enti ecclesiastici conservati.
Fu istituita con la legge sarda del 29 maggio 1855, n. 878 e fu soppressa con la legge del 7 luglio 1866, n. 3036, la Cassa: i suoi beni furono trasferiti al Fondo per il Culto.

## Descrizione
Essa aveva un'esistenza distinta e indipendente delle finanze dello stato ed erogava le sue rendite per scopi di culto.

## Il bilancio
Le entrate della cassa ecclesiastica erano costituite per lo più dai beni degli ordini soppressi, che erano via via alienati mettendoli all'incanto. L'operazione immobiliare si rivelò un insuccesso, perché le offerte ricevute raggiunsero sovente appena la metà del valore degli immobili e dei terreni alienati e quasi mai superarono i due terzi del valore stimato. Offerte ancora più basse si registrarono per le biblioteche e i quadri espropriati. Le uscite della cassa oltre al sostentamento dei religiosi comprendevano anche gli stipendi degli impiegati dell'amministrazione e le spese per le numerose liti giudiziarie che la cassa dovette affrontare. I mancati proventi e l'aggravio delle spese determinarono un ingente deficit, che fu coperto con prestiti dalle finanze pubbliche. Un calcolo del 1858 dimostrava che a fronte di una spesa precedente di 928 000 lire per sussidi al clero, nel 1856 si erano persi nel disavanzo della cassa circa 1 100 000 lire.